# Neuschloss család
A 19. századvégi Budapesten nagykereskedelemmel és iparral foglalkozott, Morvaországból származó, zsidó eredetű polgári családnak komoly szerepe volt a hazai gazdaság fejlődésében.

## Története
A család őse, Neuschloss Jakab a 18. század végén menekült el Morvaországból, az ottani zsidóellenes jogszabályok elől. A felvidéki Vágvecsére került, ami a korabeli fakereskedelem egyik központja volt. Neuschloss Jakab itt alapította meg első vállalkozásait, fakereskedelemmel és erdőgazdálkodással foglalkozott, ám volt kocsmája és tímárműhelye is. A helyi zsinagógát is ő építette.
A felvidéken kitermelt fát tutajokon úsztatták le a Duna mellékfolyóin keresztül, majd a Dunán egészen Pestig. A pesti „felső rakparton” (ma az újpesti Dunapart) a tutajokat szétszedték és rakományukkal együtt a fővárosi épületek állványaiba, tetőszerkezeteibe épültek be.
A már Párkányban tevékenykedő Neuschloss Izsák lerakatának legnagyobb forgalma Pestre irányult. Fakereskedése az 1810-es budai tűzvész, valamint az 1838-as pesti árvíz utáni újjáépítésben  jelentős szerepet kapott, elsősorban árukészleteinek rövid időn belüli felvásárlásával. Neuschloss Izsák családjával 1832 körül költözött Károlyi István fővárosi birtokára, Újpestre, az úgynevezett zsidó gyarmatra.
A család építteti Újpesten az első zsinagógát, több tagja az izraelita hitközség elnöke is volt. Az 1848–49-es forradalom és szabadságharc után a család Lipótvárosba, a Duna-partra költözött, azonban a család később sem marad hűtlen Újpesthez, Neuschloss Izsák fiai közül Neuschloss Bernát „Újmegyer” pénztárosa (Lukács György dédapja), Neuschloss Simon 1851-1853 között újpesti bíró lett.
A család építési vállalkozásai elsősorban a fővárosban dolgoztak, ám sikeresen működtek szerte Magyarország és az Osztrák–Magyar Monarchia területén, sokfelé építettek mezőgazdasági épületeket, laktanyákat és erődöket. A Neuschloss család (egyes ágai Neuschlosz formában írta nevét, később többen Nyitraira magyarosították) tagjai a budapesti társadalom megbecsült tagjai lettek.

## Vállalkozásaik
Neuschloss Izsák az első pesti fatelepét 1832-ben létesítette a felső rakpart mellett, a mai Victor Hugo utca északi felén, az utca déli része a család egy másik ágának tulajdonába került 1859-ben. Az újabb létesítésű fatelepeken, a főleg szlovák munkások már gőzfűrészeken és gattereken dolgoztak. A fővárosi és dunántúli kirendeltségek központja a mai Árpád út északi részén volt, ahol a raktárak mellett lakások, műhelyek és istállók is voltak.
A Neuschloss család fakereskedései révén hamar bekapcsolódott a hazai vasútépítési munkákba. A kisebb őrházaktól kezdve nagyobb vasúti épületeket, felvételi épületeket is emeltek. Részt vettek az első budapesti pályaudvar, az 1867-ben megnyitott Józsefvárosi pályaudvar (akkori nevén Losonci pályaudvar) építésében. A faszerkezetű vasúti hidak építése mellett épületek cölöpözését (régies nevén pilótázás) is vállalták, a Duna partján létesítendő hatalmas ferencvárosi gabonaraktár, az Elevátor-ház cölöpözési munkáit is ők végezték 1881-ben.
A fával nemcsak kereskedtek, hanem parkettát is gyártottak belőle, a hagyományos és intarziás padlók gyártása mellett vállalták annak lerakását is. A Rudas gyógyfürdő 1886-os felújítása során a fürdő nyugati szárnyában, az emeleti öltözőkhöz vezető, gazdagon faragott falépcsőt a Neuschloss és Marczel cég készítette.
Az 1885-ben rendezett országos kiállítás épületeit, és az 1896-ban rendezett Millenniumi ünnepségek több mint 30 épületét Neuschloss Emil építette, őrá bízták a várbéli királyi palota ácsmunkáit is. A fővárosi állatkert 1912-es átépítési munkáiban Neuschloss Kornél vett részt, az ő nevéhez fűződik az elefántos főkapu és az elefántház tervezése.
1890-ben Neuschloss Károly és Fia és Horschitz Frigyes építővállalatok közösen kértek engedélyt a Esztergom–Almásfüzitő-vasútvonal megépítésére, a 41,8 km hosszú vasútvonal nem egészen egy év alatt készült el. A társaság később engedélyt kapott a vasútvonalból kiágazó 8,2 km hosszú, Tokod és Annavölgy közötti szárnyvonal megépítésére is.
Az 1914-ben alapított albertfalvai Első Magyar Repülőgépgyár az első világháború után a család érdekeltségébe került. A Neuschloss és Lichtig Repülőgépgyár és Faipari Részvénytársaságnak komoly szerepe volt a hazai repülőgépgyártás újraindulásában, a vállalat 1922-től, Oravecz Béla vezetésével újra gyártott fából készült repülőgépeket.